# تروي إيكمان
تروي إيكمان (بالإنجليزية: Troy Aikman)‏ هو لاعب كرة قدم أمريكية ومقدم تلفزيوني أمريكي، ولد في 21 نوفمبر 1966 في ويست كوفينا في الولايات المتحدة.

## وصلات خارجية
- الموقع الرسمي
- تروي إيكمان على موقع إي إس بي إن.كوم (أن.أف.أل)3
- تروي إيكمان على موقع مرجع كرة القدم المحترفة.كوم (الإنجليزية)
- تروي إيكمان على موقع IMDb (الإنجليزية)
- تروي إيكمان على موقع الموسوعة البريطانية (الإنجليزية)
- تروي إيكمان على موقع ميوزك برينز (الإنجليزية)
- تروي إيكمان على موقع إن إن دي بي (الإنجليزية)
- تروي إيكمان على موقع ديسكوغز (الإنجليزية)